# Au piano
Au piano est un roman de Jean Echenoz paru le 29 décembre 2002 aux éditions de Minuit.

## Résumé
Max Delmarc est un pianiste célèbre mais angoissé, qui souffre d’une extrême timidité et d'une peur panique de la scène. Malgré son talent reconnu, il vit dans une solitude marquée par un amour inavoué pour une femme qu'il n'a jamais osé aborder. L'histoire prend une tournure inattendue lorsque Max meurt accidentellement et découvre une forme d'au-delà qui ressemble étrangement à une continuation terne et bureaucratique de la vie terrestre.

## Analyse du titre
« Au piano » se révèle être une action : jouer au piano. En effet, un homme, le pianiste, serait en face de son piano pour en jouer et non pour le regarder[pertinence contestée].

## Utilisation des noms propres

### Max
Max est un grand homme, un grand pianiste virtuose. Cependant il est seul, victime d’alcoolisme, célibataire, angoissé. Ceci montre sa petite vie minable. Max est le surnom de Maxime ; or Maxime vient du superlatif latin maximus signifiant « le plus grand ».
Lors de sa mort, à la deuxième partie du roman, il change de personne, d’identité : il ne s’appelle plus Max mais Paul. Et Paul, en latin, vient du mot paulus qui veut dire « faible ». On peut alors en conclure que c’est un homme faible, misérable.
Néanmoins, il était déjà faible dans sa vie antérieure : Max était petit dans sa vie quotidienne. Paul est donc l’image de son ombre, Max ; Paul est le fantôme de Max. On peut donc en retenir que Jean Echenoz joue avec les noms : Max (grand) est en opposition avec Paul (petit).

### Christian Béliard
Dans ce nom, réside aussi une opposition. « Béliar » est un nom donné au diable dans des textes au début de l’ère chrétienne. De plus, Béliard a aussi une origine germanique qui si exprime « l’homme brutal ».
Toutefois, Christian est un nom d’origine grecque : krystos qui qualifie « le Messie »
Ce personnage est donc double ; parfois il peut être sympathique, parfois il peut être diabolique. On constate encore une dissonance entre Christian (Christ) et Béliard (diable).
À la fin du roman, on sait qu’il recherche Rose, tout comme Max ; là, apparaît un point commun entre Christian Béliard et Max. Quoiqu'il soit vu comme le diable qui a volé l'amour de Max.

### Rose
Rose est un nom latin qui signifie, évidemment, la rose. Elle est un symbole de la femme aimée, l'amour idéal et non l'amour charnel. Et justement, Max aime cette femme ; c'est pourquoi Jean Echenoz a décidé de la nommer Rose.

## Éditions
- Les Éditions de Minuit, 2002,  (ISBN 978-2707318121).